# Gare de Sotteville
Gare de Sotteville vasútállomás Franciaországban, Sotteville-lès-Rouen településen.

## Vasútvonalak
Az állomást az alábbi vasútvonalak érintik:
- Párizs–Le Havre-vasútvonal

## Kapcsolódó állomások
A vasútállomáshoz az alábbi állomások vannak a legközelebb:
- Gare de Rouen-Rive-Droite
- Gare de Saint-Étienne-du-Rouvray